# Megadef
Megadef è il secondo album in studio del gruppo hip hop statunitense Styles of Beyond, pubblicato nel 2003.

## Tracce
1. Intro – 1:07
2. Megadef – 2:31
3. Mr. Brown – 3:33
4. You Lose – 3:17
5. Interlude – 0:12
6. Be Your Dog – 3:37
7. Pay Me (featuring 4-Zone) – 4:33
8. Outta Control – 4:06
9. Bleach – 3:11
10. Playing with Fire (featuring Apathy & Celph Titled) – 3:49
11. Live Enough (Remix) – 3:27
12. Round 'em Up – 4:01
13. Eurobiks – 2:56
14. Superstars + Gigantor – 7:09